# جيك وود (لاعب كرة قاعدة)
جيك وود (بالإنجليزية: Jake Wood)‏ هو لاعب كرة قاعدة أمريكي، ولد في 22 يونيو 1937 في إليزابيث في الولايات المتحدة.

## وصلات خارجية
- جيك وود على موقعبيزبول رفرنس.كوم (الدوري الرئيسي) (الإنجليزية)
- جيك وود على موقعبيزبول رفرنس.كوم (الدوري الثانوي) (الإنجليزية)